# ПММ (инженерная машина)

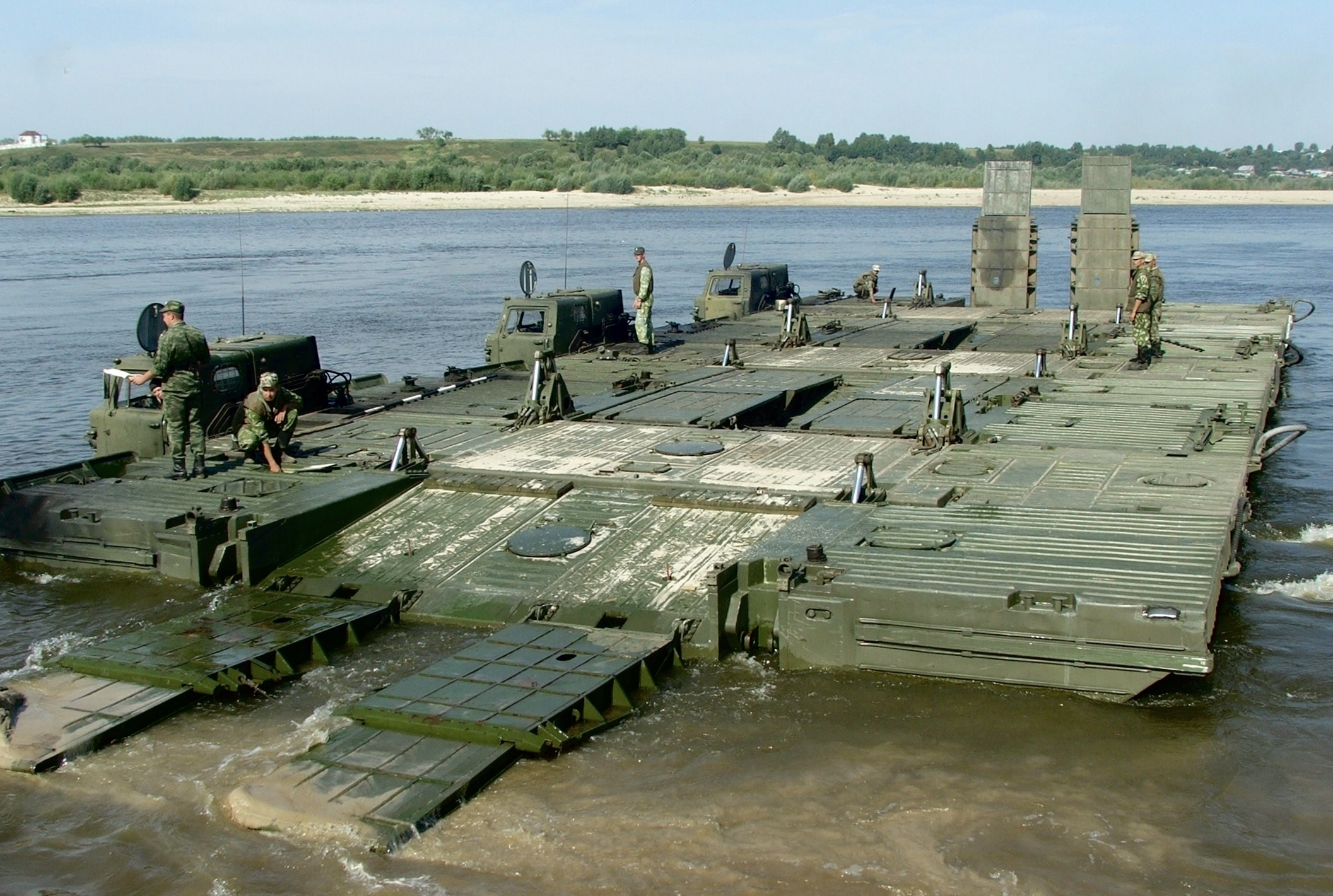
3 развëрнутые ПММ в составе СПП

ПММ Волна — паромно-мостовая машина. 
Предназначена для переправы через водные преграды танков, самоходных артиллерийских установок и другой техники, выполненной на базе танка.
Паромно-мостовая машина ПММ разработана в 1974 году под руководством Е. Е. Ленциуса на КВЗ с использованием узлов и агрегатов БАЗ-135МБ.

## Техническое описание
Паром состоит из колесного плавающего транспортера с водонепроницаемым корпусом палубной конструкции, соединенных с корпусом шарнирно, двух дополнительных понтонов с аппарелями, стыковочными устройствами и проезжими частями.
Паром имеет трехместную кабину с фильтровентиляционной установкой и средствами внутренней и внешней связи, водоходный движительно-рулевой комплекс, якорно-швартовое оборудование, водооткачивающую систему, противопожарное оборудование и др.
Корпус машины закрытого типа сварной конструкции из алюминиевого сплава.

### Эксплуатация (боевое применение)
Паромно-мостовая машина ПММ была предназначена для комплектования самоходного понтонного парка СПП. В комплект парка СПП входит 24 паромно-мостовые машины ПММ.